# Weezer (Blue Album)
Weezer, також відомий, як Blue Album — дебютний студійний альбом американського рок-гурту Weezer, виданий 10 травня 1994 року лейблом DGC Records. 
Гурт Weezer утворився 1992 року в Лос-Анджелесі, і спочатку колективу було важко зацікавити аудиторію, адже та на момент більше цікавилася ґранджем. У листопаді вони записали демо The Kitchen Tape, яке привернуло до них увагу власника DGC Geffen Records. Змушені умовами лейблу обрати продюсера, а не бажане самопродюсування, Weezer вирішили працювати з Ріком Окасеком через його роботу з The Cars. Більша частина альбому була записана на Electric Lady Studios у Нью-Йорку між серпнем і вереснем 1993 року. Колектив розглядав гітари та бас-гітари як єдиний 10-струнний інструмент, що грає в унісон. Гітариста Джейсона Кроппера звільнили під час запису, оскільки іншим учасникам здалось, що він загрожував їхній взаємодії; його замінив гітарист Браян Белл.

## Список композицій
Автор музики і слів Ріверс Куомо, окрім зазначених. 
| #     | Назва                                   | Автор                                 | Тривалість |
| ----- | --------------------------------------- | ------------------------------------- | ---------- |
| 1.    | «My Name Is Jonas»                      | Куомо, Патрік Вілсон, Джейсон Кроппер | 3:24       |
| 2.    | «No One Else»                           |                                       | 3:04       |
| 3.    | «The World Has Turned and Left Me Here» | Cuomo, Wilson                         | 4:19       |
| 4.    | «Buddy Holly»                           |                                       | 2:39       |
| 5.    | «Undone – The Sweater Song»             |                                       | 5:05       |
| 6.    | «Surf Wax America»                      | Cuomo, Wilson                         | 3:06       |
| 7.    | «Say It Ain't So»                       |                                       | 4:18       |
| 8.    | «In the Garage»                         |                                       | 3:55       |
| 9.    | «Holiday»                               |                                       | 3:24       |
| 10.   | «Only in Dreams»                        |                                       | 7:59       |
| 41:36 |                                         |                                       |            |

### Делюкс-видання
| #   | Назва                                             | Тривалість |
| --- | ------------------------------------------------- | ---------- |
| 1.  | «Mykel and Carli»                                 | 3:13       |
| 2.  | «Susanne»                                         | 2:47       |
| 3.  | «My Evaline»                                      | 0:46       |
| 4.  | «Jamie»                                           | 4:20       |
| 5.  | «My Name Is Jonas - live»                         |            |
| 6.  | «Surf Wax America - live»                         |            |
| 7.  | «Jamie (acoustic)»                                |            |
| 8.  | «No One Else (acoustic)»                          |            |
| 9.  | «Undone - The Sweater Song (’Kitchen Tape’ demo)» |            |
| 10. | «Paperface - (‘Kitchen Tape’ demo)»               | 3:01       |
| 12. | Untitled                                          | 3:36       |